# Lotus Evora
El Lotus Evora es un automóvil deportivo producido por el fabricante británico Lotus Cars desde 2009 hasta 2021. Mientras el vehículo estuvo en proyecto, llevó el nombre de Lotus Eagle, siendo presentado como Evora el 23 de julio de 2007 en el Salón del automóvil de Londres, tomando el nombre de un distrito portugués cuya capital tiene el mismo nombre. El precio es de 70 000 €.

## Datos técnicos

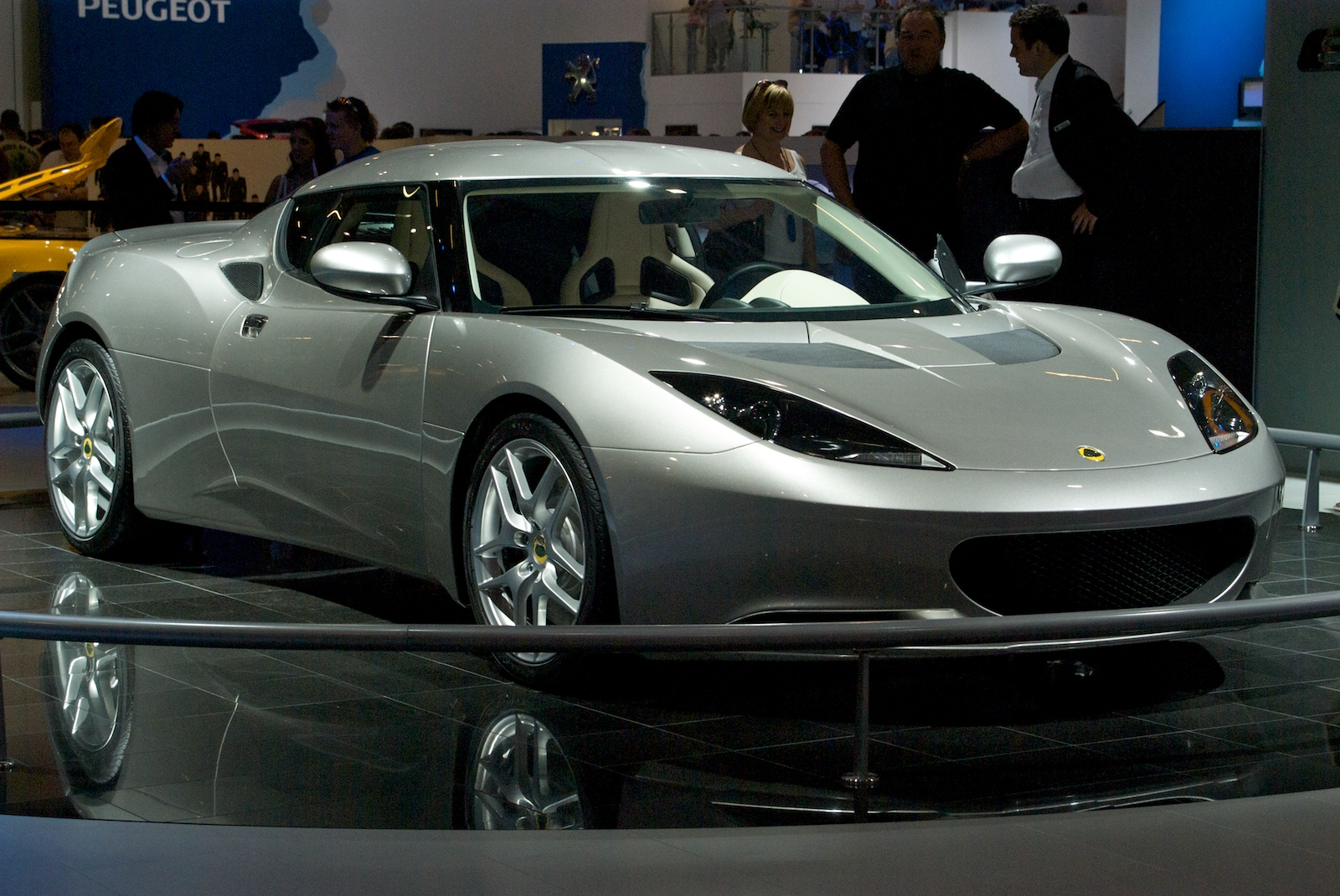
En el Salón del Automóvil Internacional Británico de 2008

Este vehículo lleva un motor V6 de origen Toyota 2GR-FE de 3456 cm³ (3,5 L; 210,9 plg³), que desarrolla 280 CV (206 kW) de potencia máxima a las 6400 rpm y 342 N·m (252 lb·pie) de par máximo a las 4700 rpm. Está acoplado a una transmisión manual Aisin AI de seis velocidades. Con esto es capaz de acelerar de 0 a 100 km/h (0 a 62 mph) en 5.1 segundos y alcanza una velocidad máxima de 261 km/h (162 mph).
Desde 2011 se fabricaba una versión más potente con sobrealimentación llamada Evora S, que tiene una potencia de 350 CV (345 HP; 257 kW) y 400 N·m (295 lb·pie) de par máximo.
Se ha ofrecido con carrocerías coupé de dos puertas y con dos o cuatro asientos. Una versión descapotable salió a la venta para el año 2012. En las versiones de dos plazas, la zona situada detrás de los asientos delanteros está configurada para albergar equipaje. En la zona delantera no hay ni motor ni zona para equipajes.[cita requerida]
La altura del asiento, también en relación con el Elise, se ha incrementado 65 mm (2,6 pulgadas), para que requiera menos esfuerzo entrar y salir del automóvil.
El Evora puede llevar navegador GPS. Como elementos de seguridad lleva bolsas de aire frontal, control de tracción, diferencial autoblocante electrónico y ABS, pero no control de estabilidad.

## Especificaciones
| Versiones                                | Evora                                      | Evora S                                   |
| ---------------------------------------- | ------------------------------------------ | ----------------------------------------- |
| Diámetro x carrera                       | 94 x 83 mm (3,70 x 3,27 pulgadas)          | 94 x 83 mm (3,70 x 3,27 pulgadas)         |
| Alimentación                             | Inyección indirecta, naturalmente aspirado | Inyección indirecta con sobrealimentación |
| Distribución                             | DOHC 4 válvulas por cilindro con (VVT-i)   | DOHC 4 válvulas por cilindro con (VVT-i)  |
| Potencia máxima                          | 280 CV (276 HP; 206 kW) @ 6400 rpm         | 350 CV (345 HP; 257 kW) @ 7000 rpm        |
| Par máximo                               | 342 N·m (252 lb·pie) @ 4700 rpm            | 400 N·m (295 lb·pie) @ 4500 rpm           |
| Aceleración de 0 a 100 km/h (0 a 62 mph) | 5.1 segundos                               | 4.8 segundos                              |
| Emisiones de CO2                         | 205 g (7,2 onzas)/km                       | 235 g (8,3 onzas)/km                      |

## Galería de imágenes

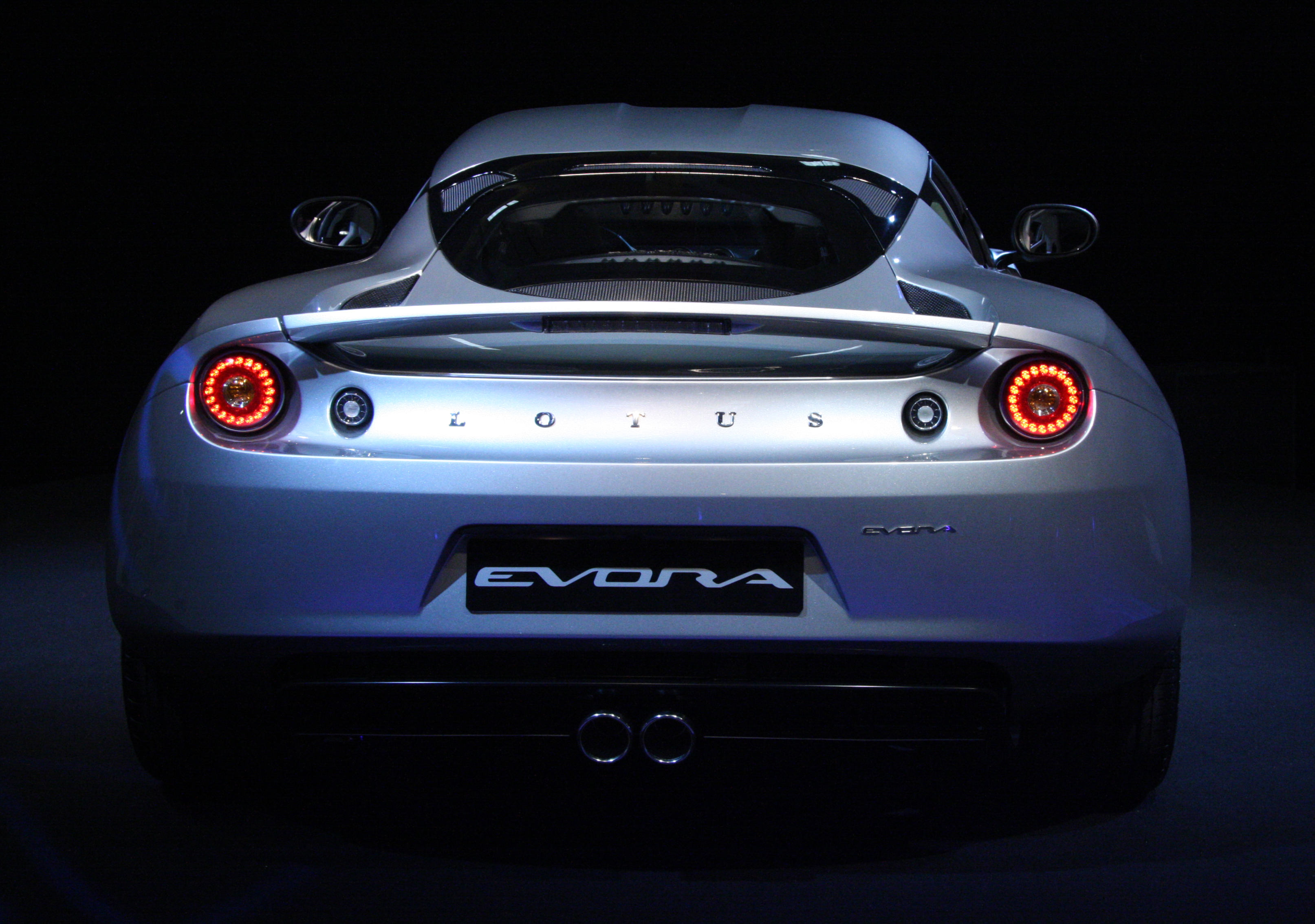
Vista trasera.
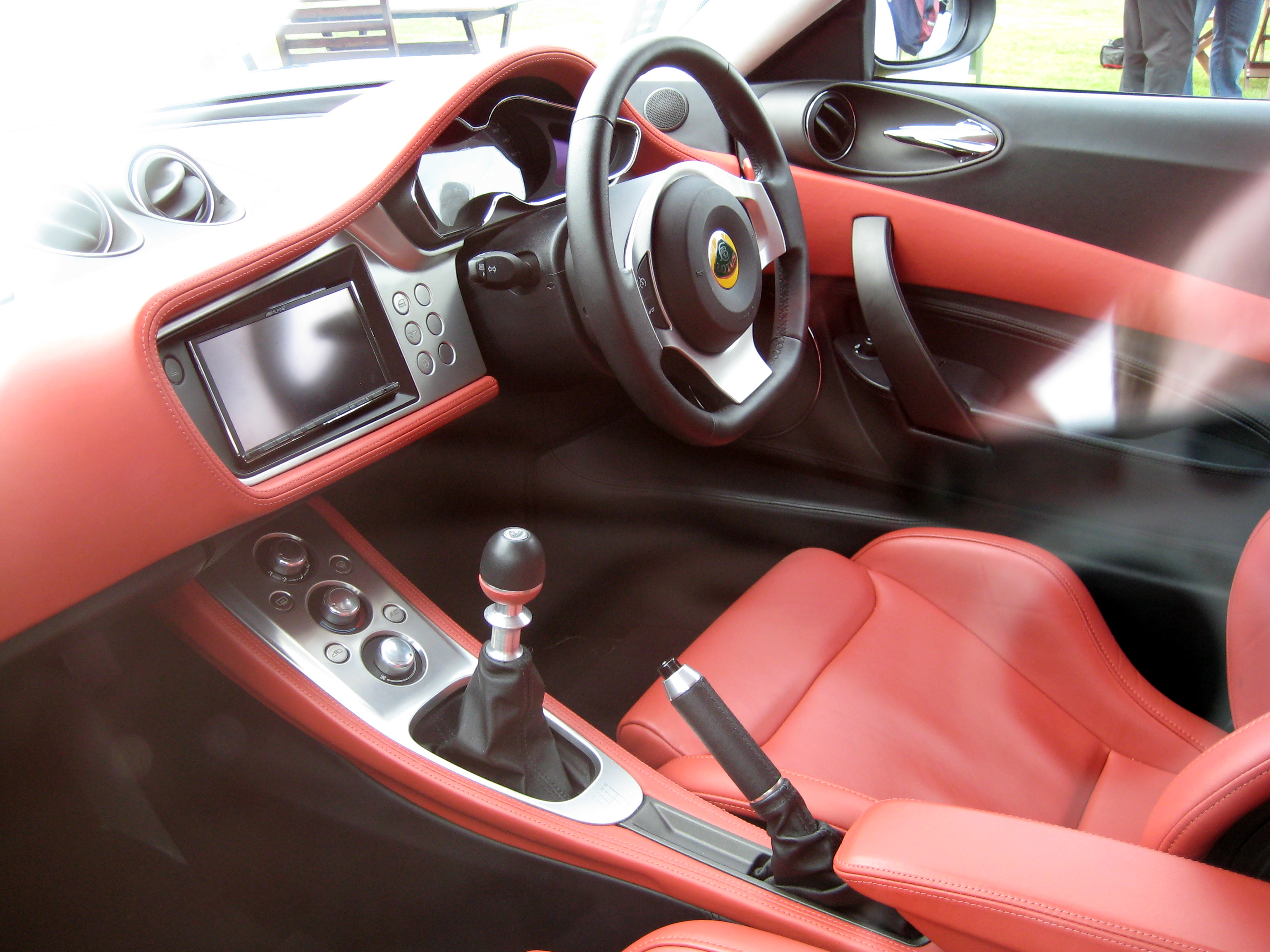
Interior en rojo.
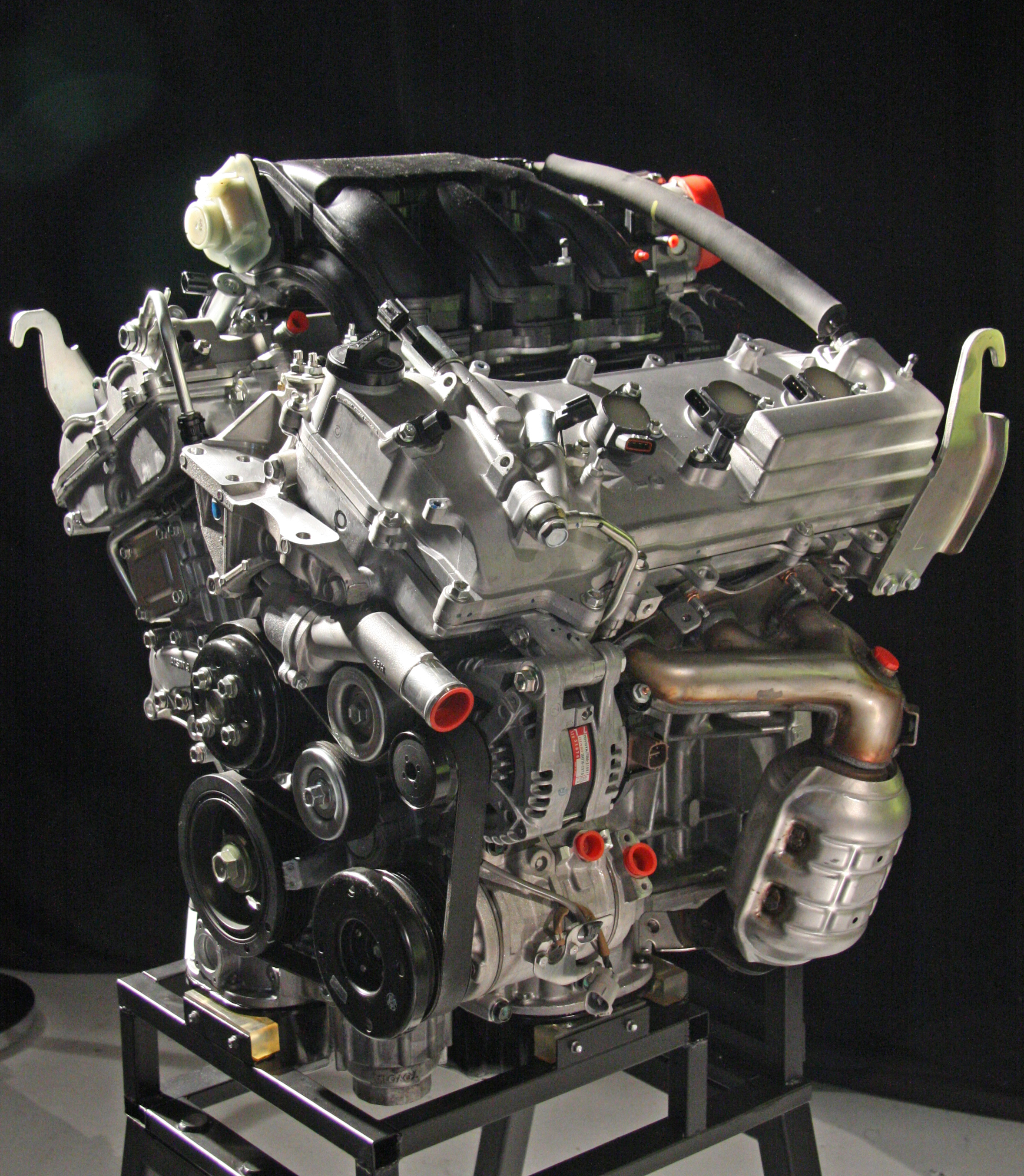
Motor.
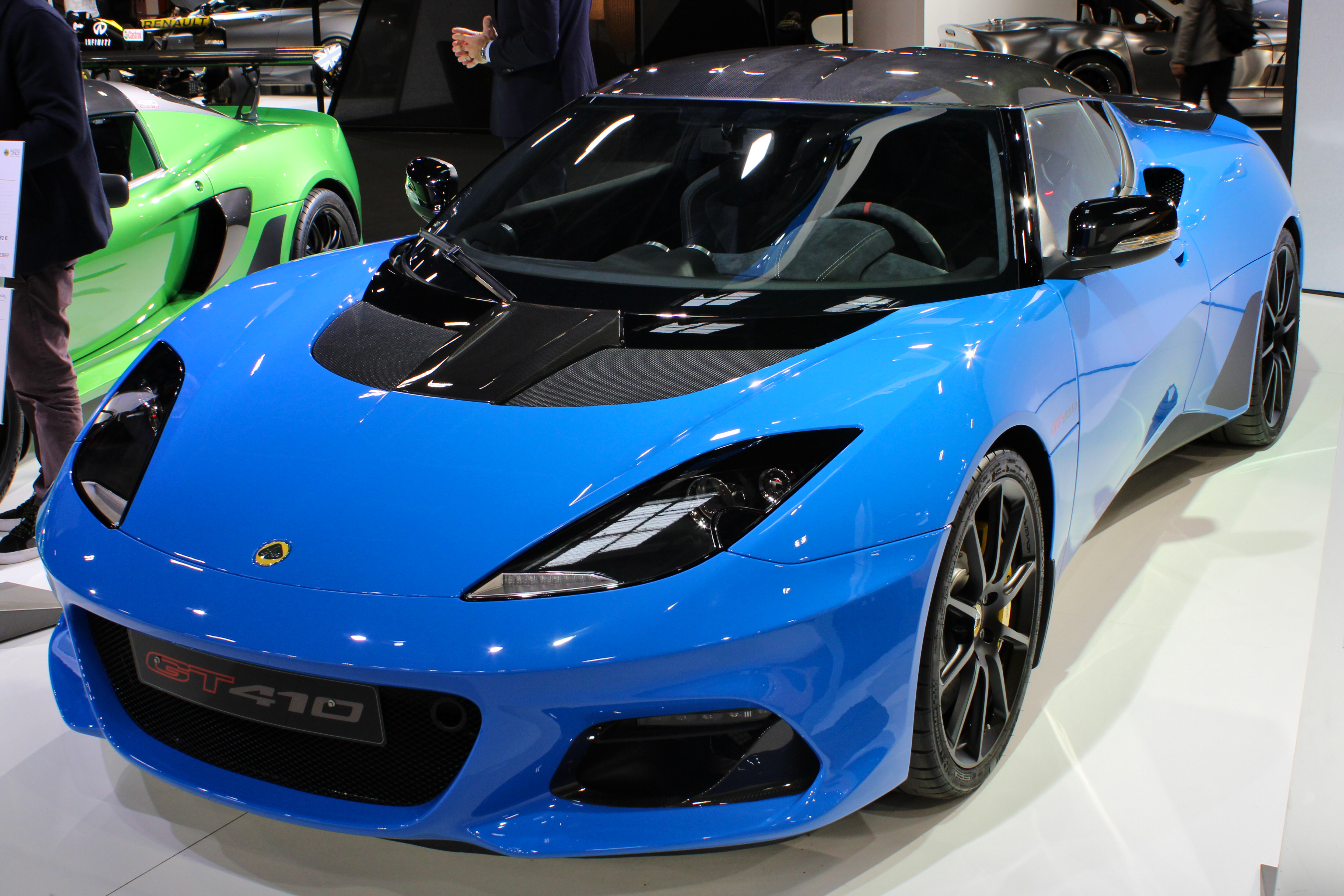
GT 410 en el Salón del Automóvil de París de 2018.
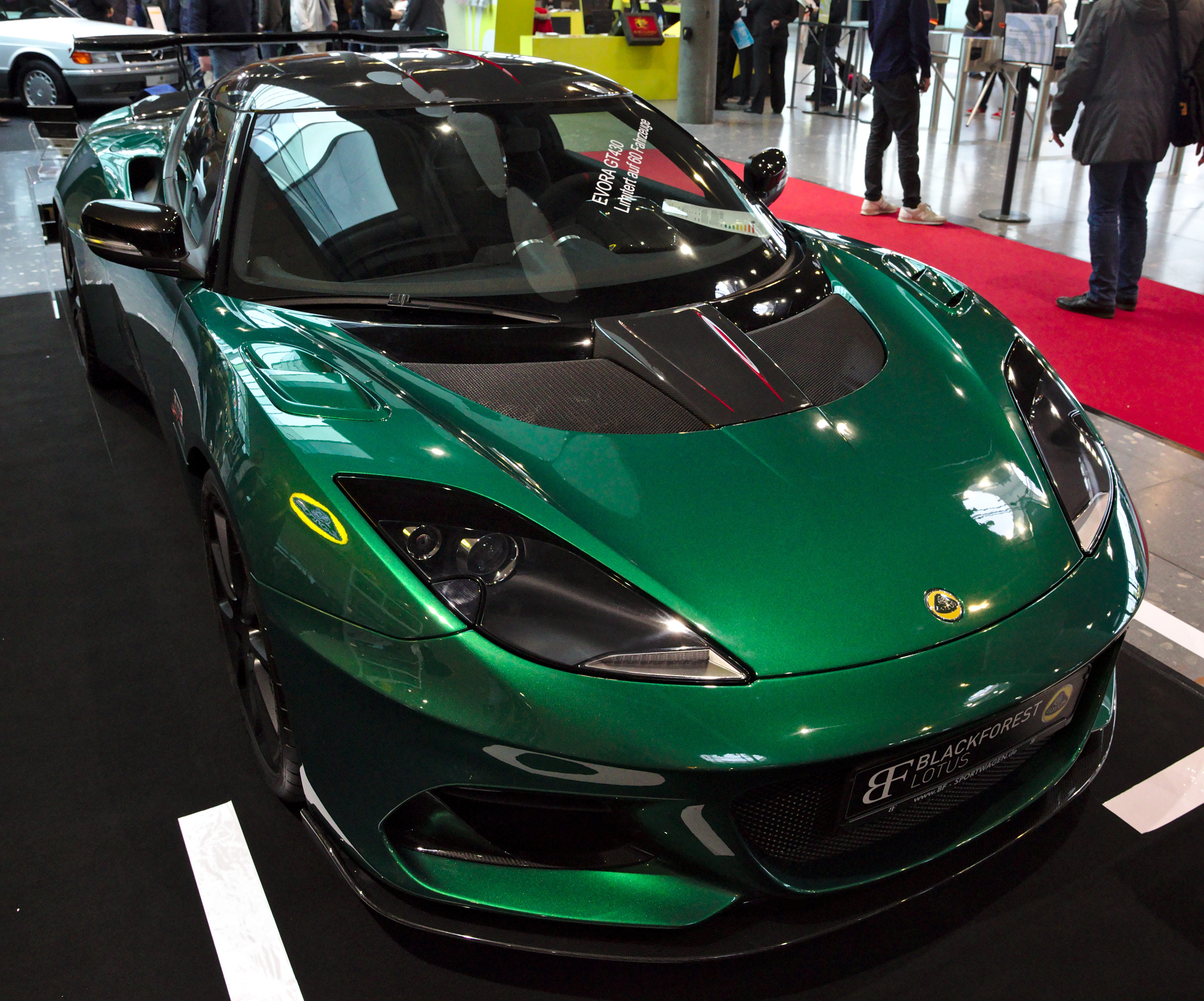
GT430.